# Jonga serrei
Jonga serrei är en kräftdjursart som först beskrevs av Eugène Louis Bouvier.  Jonga serrei ingår i släktet Jonga och familjen Atyidae. Inga underarter finns listade i Catalogue of Life.